# Alexander Jansson
Alexander Jansson, född 1977 i Uppsala, är en svensk illustratör, animatör, grafisk formgivare och barnboksförfattare.

## Biografi
Jansson är utbildad vid Dômen Konstskola och Stenebyskolan/HDK.
Han är internationellt känd och bland uppdragsgivarna finns bland annat NYC Ballet och Penguin Random House. I Sverige har han bland annat arbetat med Kulturhuset Stadsteatern, Sveriges Radio och Nationalmuseum. Jansson har designat Göteborgs stads eldrivna bokbussar som invigdes 2020. Som barnboksillustratör har han bland annat samarbetat med Katarina Genar kring serien Mystiska skolan.
2020 tilldelades Jansson Elsa Beskow-plaketten för sitt arbete med boken Tassemarker.